# Kirvessaari (ö i Mellersta Finland, Jyväskylä)
Kirvessaari är en ö i Finland. Den ligger i sjön Lievestuoreenjärvi och i kommunen Laukas i den ekonomiska regionen  Jyväskylä ekonomiska region  och landskapet Mellersta Finland, i den centrala delen av landet, 240 km norr om huvudstaden Helsingfors. Öns area är 21,3 hektar och dess största längd är 1 kilometer i nord-sydlig riktning.